# Анти-Тавр

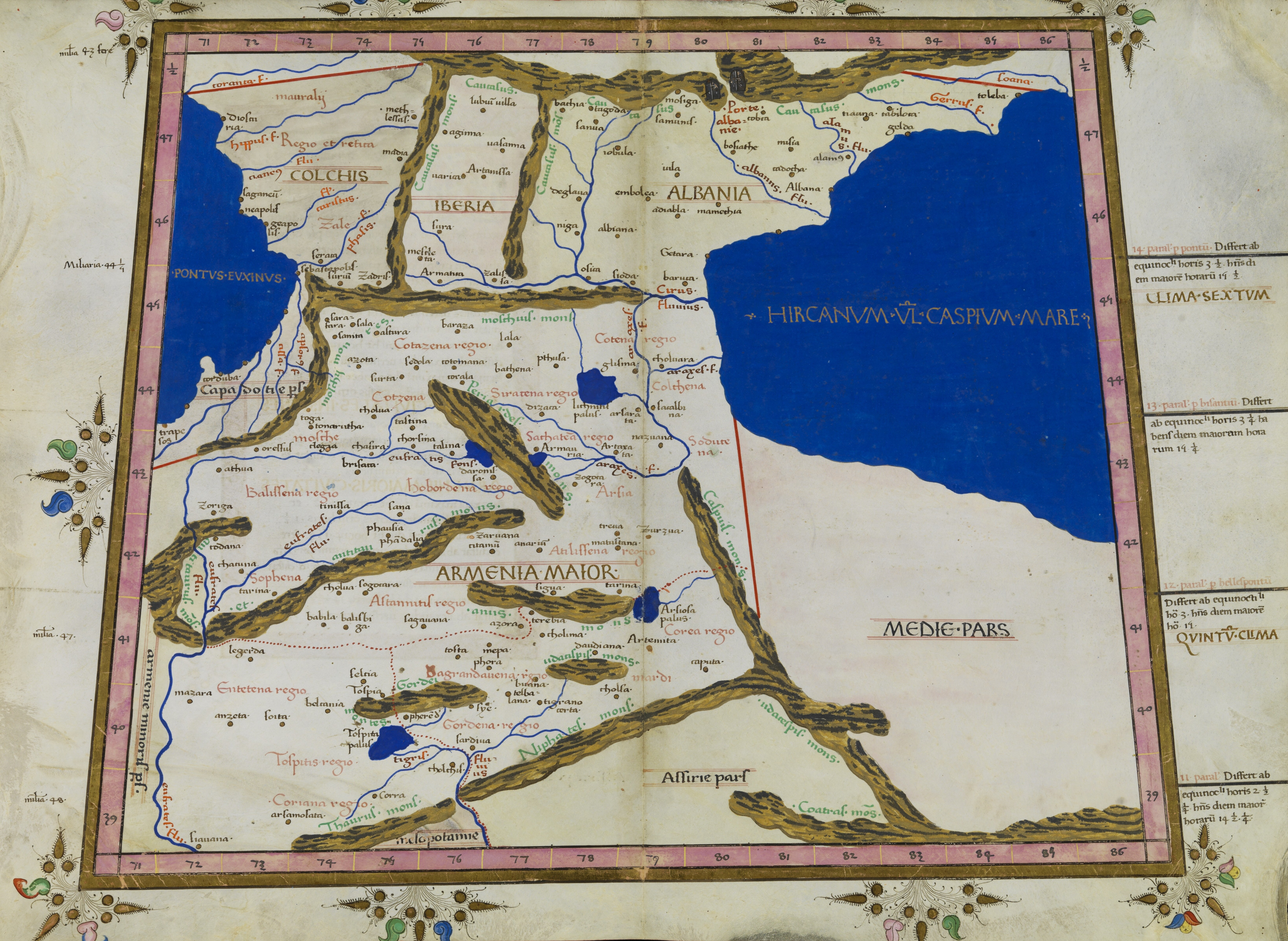
Горная гряда Анти-Тавра проходит по центру Древней Армении между Тавром и Понтом

Анти-Тавр (Антитавр, др.-греч. Αντίταυρος, лат. Anti-Тaurus, Antitavrvs, западная его часть именуется сегодня турками Аладаглар). Анти-Тавром называется центральная цепь горных хребтов Армянского нагорья, проходящая с запада на восток через всю Западную Армению параллельно  Восточному Тавру. 
Анти-Тавp состоит из двух частей, западной и восточной. На западе Анти-Тавp отходит на севеp от Киликийского Тавра, и проходя  по центру Армянского плато, заканчивается на востоке Aраратскими вершинами.
Высочайшей точкой  Анти-Тавра является гора Большой Арарат, которая, к тому же является высочайшей вершиной Армянского нагорья и всей Турции. Абсолютная высота его конуса над уровнем моря составляет 5165 метров, а высота от подножия до вершины — 4365 метров.
Страбон говорил о западном Анти-Тавре,что поднявшись на его вершины можно обозревать оба моря (Средиземное и Чёрное) омывающие Малую Азию.

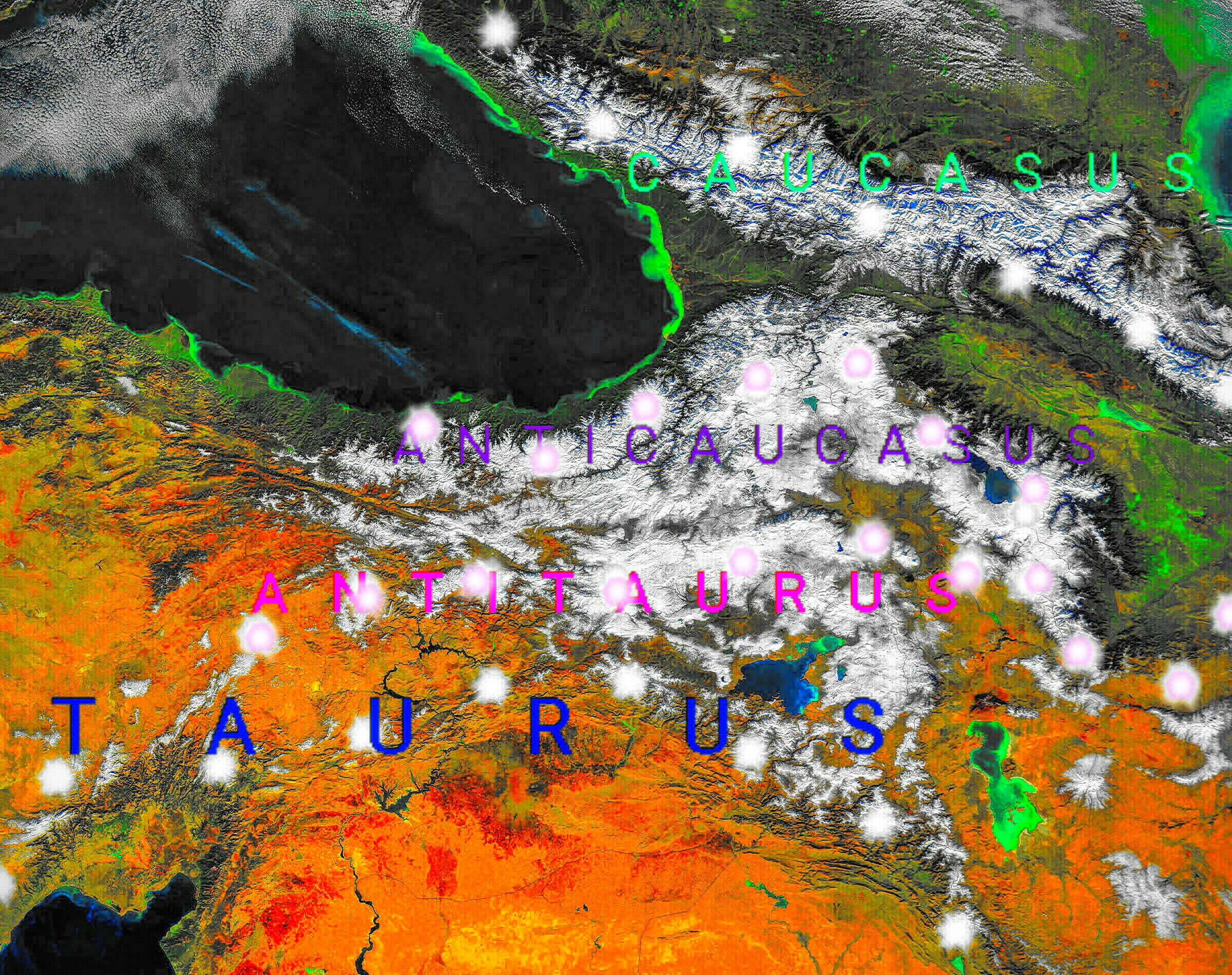
Кавказские горы и Армянское нагорье

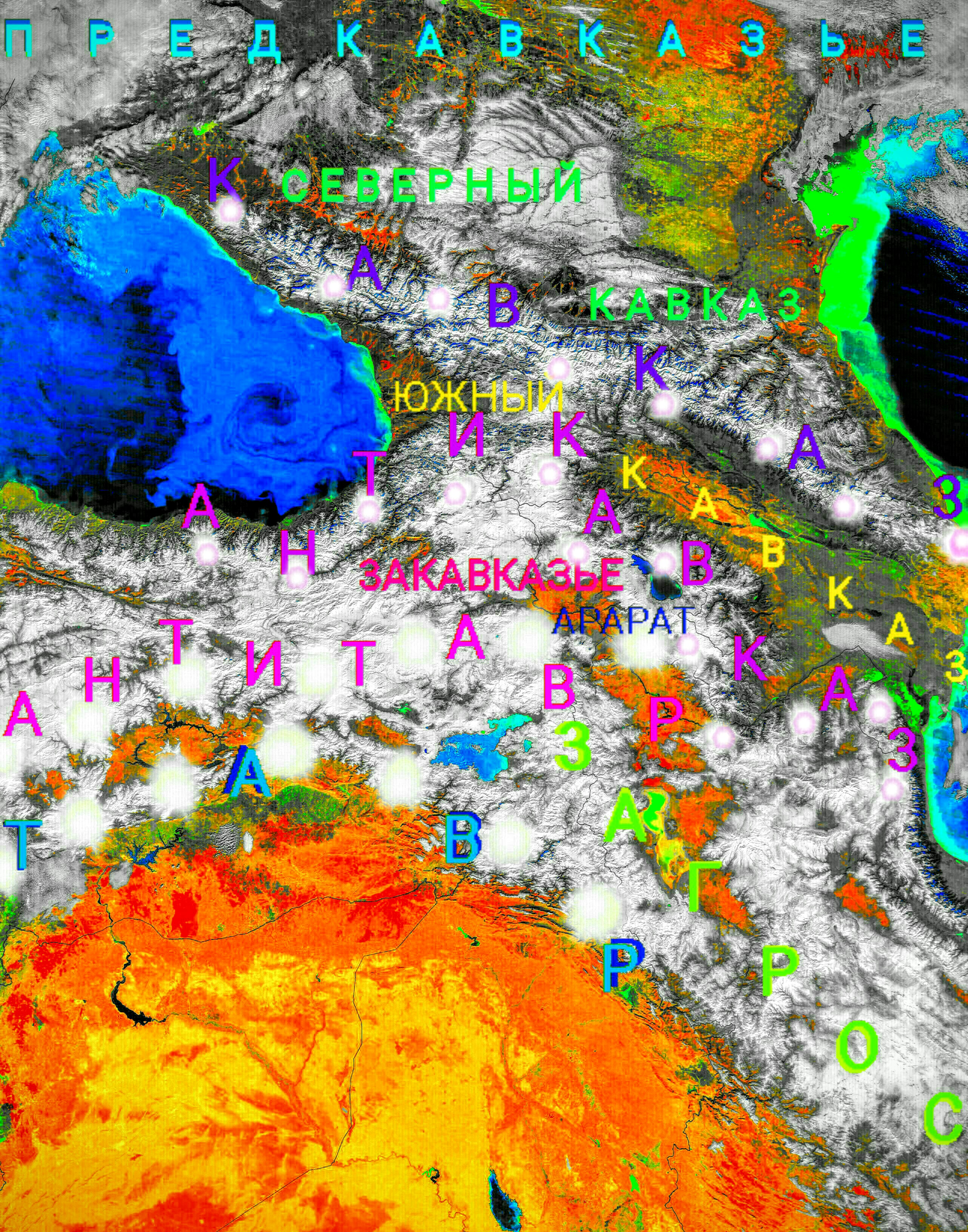
Горы Кавказа, Армянского нагорья, Тавроса и Загроса

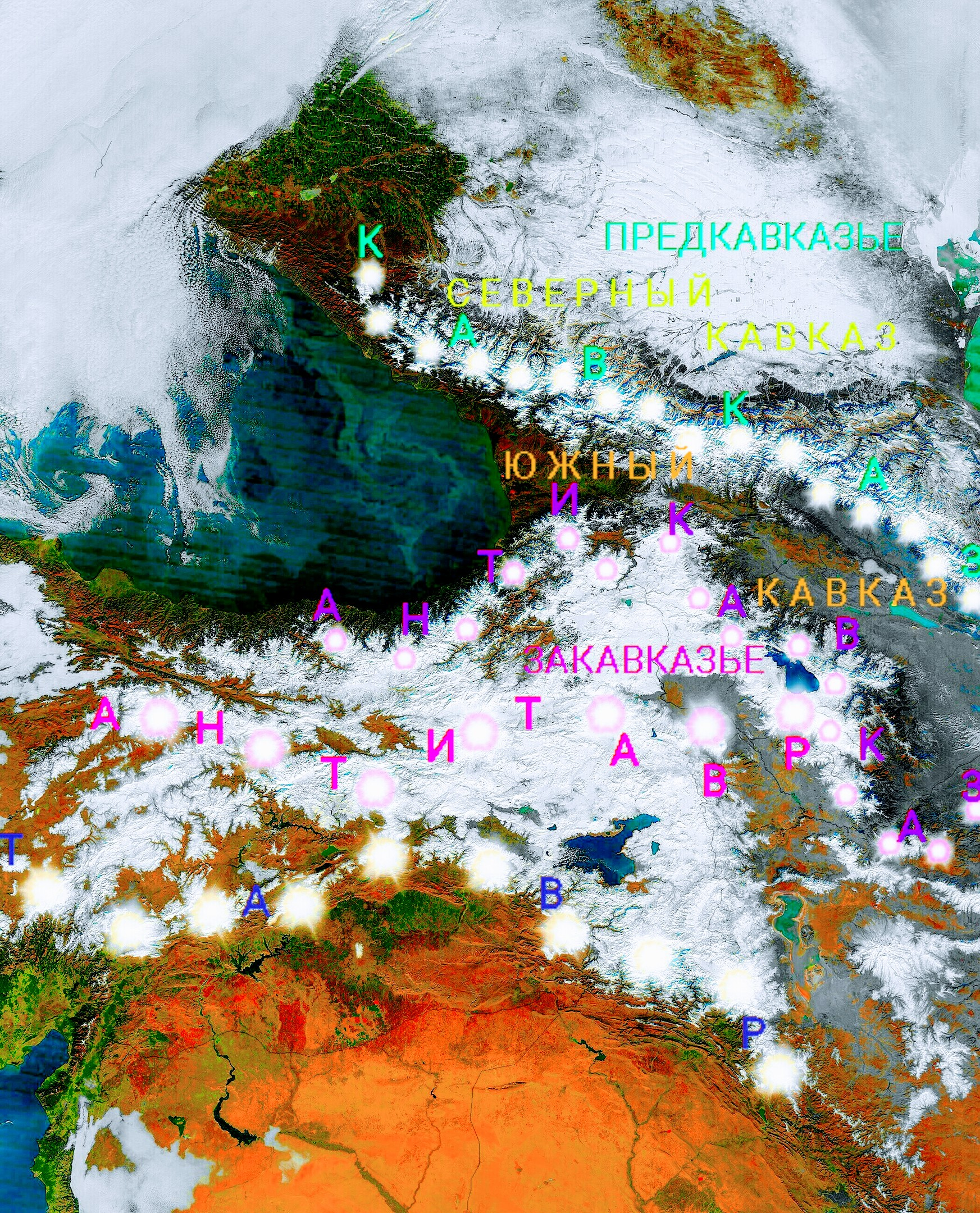
Вид на Кавказские горы, Армянское нагорье, и Анатолийскую плиту